# ألويس كايزر
ألويس كايزر (بالإنجليزية: Alois Kaiser)‏ هو ملحن ومغني أمريكي، ولد في 10 نوفمبر 1840، وتوفي في 1908.